# Elisabeth Cronström
Elisabeth Cronström, född 3 juli 1688 i Stockholm, död 26 december 1771 på Sannum i Undenäs socken, var en svensk bruksägare, godsägare och donator.

## Biografi
Elisabeth Cronströms familj var en av Sveriges mäktigaste och mest välbärgade bruksfamiljer. Hennes föräldrar var adelsmannen och assessor Peter Cronström och Johanna Grau. När Elisabeth var 20 år hade hennes föräldrar arrangerat ett äktenskap åt henne. Den tilltänkta maken var en 22 år äldre förmögen köpman vid namn Sebastian Tham, son till Volrath Tham. Giftermålet ansågs vara en gynnsam allians för bägge parter och bröllopet stod år 1708. Elisabeth bosatte sig sedan i Thamska huset i Göteborg. Sebastian Tham hade flera barn sedan tidigare äktenskap och under de nästkommande tio åren födde Elisabeth honom ytterligare tio barn. 

### Äktenskap
År 1716 upphöjdes Sebastian Tham och hans efterkommande till adlig värdighet. Han fick tillträde till kronans ämbeten och rätten att äga säterier. Under åren 1712–1726 köpte paret säterierna Öijared, Stora Dala (i Dala socken) och Lilla Hanhult liksom Sannums säteri några km söder om Undenäs kyrka samt det närbelägna Forsviks bruk. Det totala värv som tillskrevs Sebastian Tham själv synes i realiteten i hög grad ha varit uppdelat mellan makarna. Mycket talar för att Elisabeth agerade som aktiv partner och stod med råd till sin åldrande make angående verksamheterna som omfattade bruk och säteri. Elisabeth hade kunskap och kontakter via sin familjs bruksverksamhet i Bergslagen. Hon bodde tillsammans med barnen ömsom på Sannum och Forsviks bruk i norra Västergötland, ömsom på Öijared vid sjön Mjörn och närmre Göteborg. Ägarnärvaro vid brukets uppbyggnad var väsentlig och Elisabeth drev bruken på landsbygden i samråd med sin make, medan maken tog hand om exportverksamheten från Thamska huset i Göteborg. År 1722 besöktes paret av Fredrik I och drottning Ulrika Eleonora i sitt hem i Göteborg, vilket belyser både parets status och att deras hem var exklusivt i denna del av riket.

### Affärsverksamhet
Efter 21 års äktenskap blev Elisabeth Cronström år 1729 änka och därmed myndig. Arvet från sin make bestod av Thamska huset i Göteborg, Öijareds säteri och Sannums säteri. Stora Dala säteri testamenterades till en av de söner, Vollrath Tham, som Sebastian Tham hade sedan tidigare äktenskap. Elisabeth accepterade inte hur maken valt att testamentera sina ägor, därför tog hon ärendet till rätten och fick rätt. Hon nöjde sig inte där, utan valde att lägga delar av sin förmögenhet på att köpa ut alla barn, både styvbarn och deras gemensamma barn. Hon valde dessutom att köpa ut släkten von Boij ur Forsviks bruk. Hon stod nu som ensam ägare till Thamska huset i Göteborg, Öijareds säteri, Sannums säteri, Stora Dala säteri och Forsviks bruk. 
Elisabeth Cronström drev sina säterier och bruk i 40 år. Protokoll från ärenden i rätten och sockenstämmor vittnar om att hon var en stark karaktär och aktad person. Hon verkade för att utveckla och förbättra livsvillkoren för de som arbetade på bruken och på så vis fick hon en god avkastning på verksamheterna. På Forsviks bruk inrättade hon ”barnaskola”, där bruksarbetarnas barn kunde lära sig att läsa, skriva och sjunga. Under hennes ledning uppfördes också arbetarbostäder, verkstäder och förrådsbyggnader. Ännu ett resurskrävande arbete var alla de inköp hon gjorde av större markområden och gårdar för att försäkra tillgången till träkol vid stångjärnsproduktionen.  
Elisabeth Cronström avled år 1771 i sitt hem på Sannums säteri, Undenäs socken, Vadsbo härad i Västergötland.